# Fortin de Santiago
Le fortin de Santiago ou "Bab el Hamri" était un fortin militaire situé dans la ville d'Oran en Algérie.
La ville d’Oran était entourée d'une muraille fortifiée, mais ouverte sur l'extérieur par plusieurs portes. Elle était reliée au Fort de Santa Cruz par une galerie souterraine. 
il faisait partie d'une série de fortins au nombre de 25 entourant la ville d'Oran à l'époque où le bey Mohamed el-Kebir qui gouvernait Beylik de l'Ouest investit Oran en 1791.

## Histoire
Le fortin de Santiago était inconnu jusqu’en 2014 lorsque l’équipe de l'Office de gestion et d’exploitation des biens culturels (OGEBC) l'a découvert, caché sous des maisons bidonville à Bab el Hamri. 
Le site est nettoyé et réaménagé depuis la découverte du monument.

### Fortifications

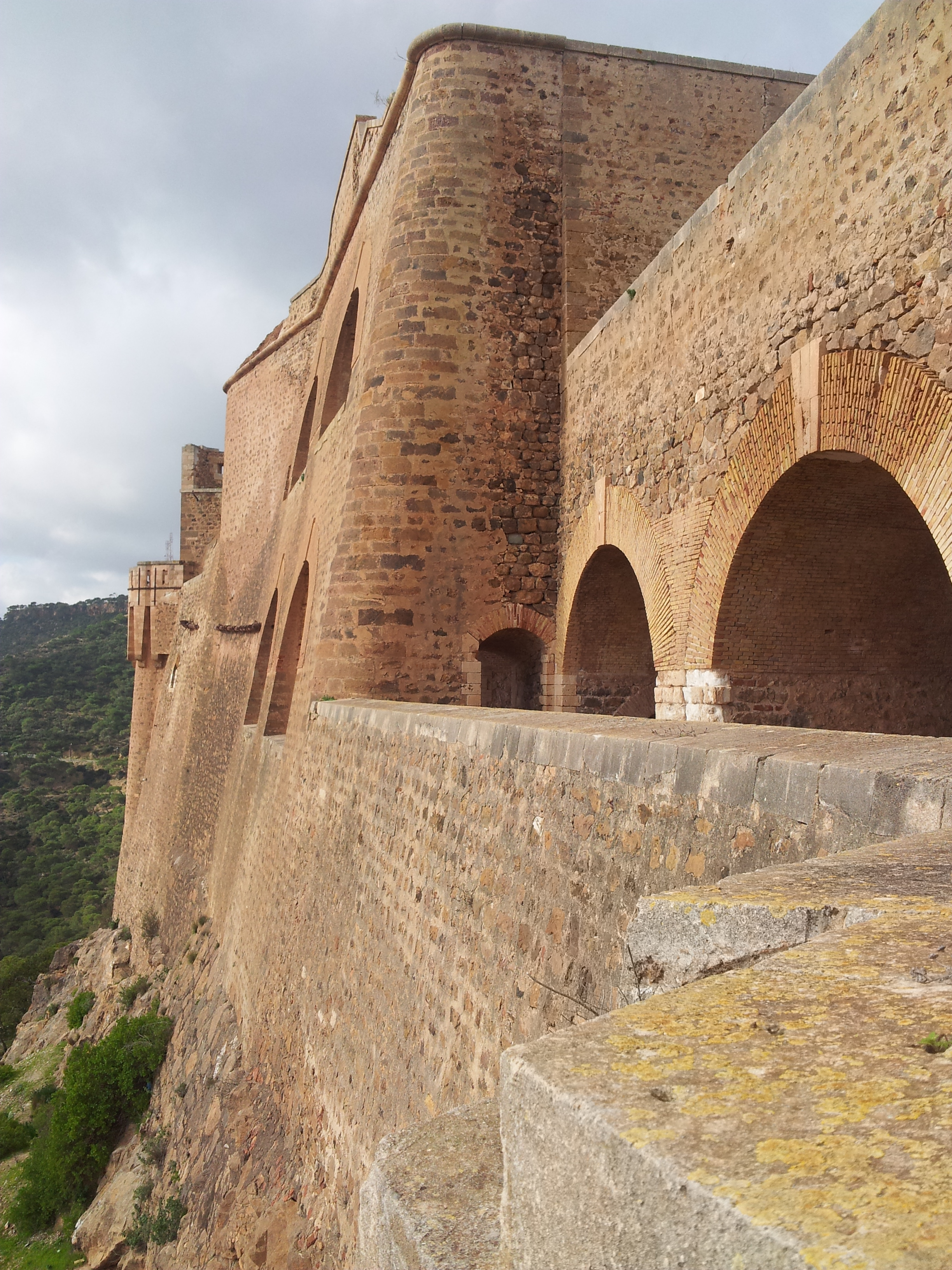
Remparts du Fort de Santa Cruz
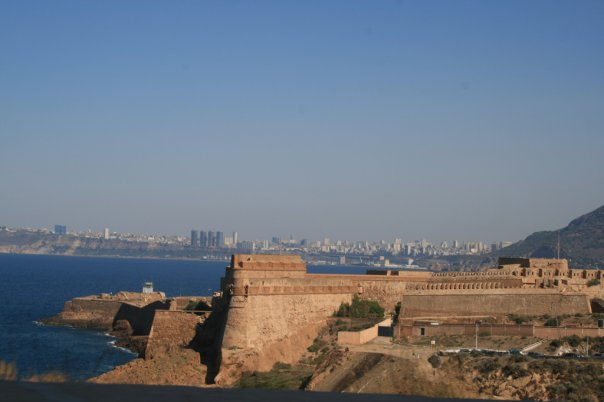
Le fort de Mers el-Kébir
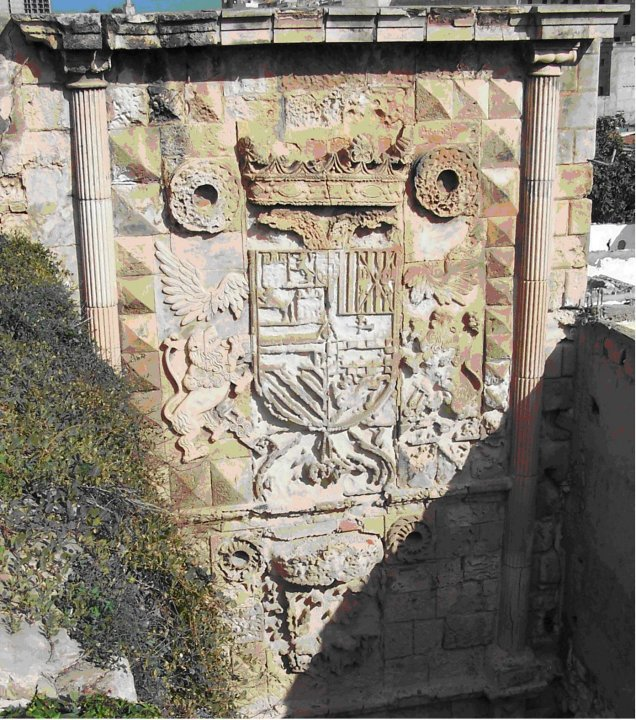
La partie supérieure de la porte d'Espagne

Oran abrite la plus grande concentration de forts militaires d'Afrique.
Les fortifications qui entourent Oran se répartissent en deux groupes :
1. celles qui dominent le ravin à l'Est, dont les principales étaient les châteaux de Saint-Philippe, Saint-André et Rosalcazar ;
2. celles de l'Ouest, bâties sur le pic de l'Aïdour, les châteaux de Santa-Cruz et de Saint-Grégoire.

Tous les grands forts de la ville étaient entourés de fossés profonds, dont le bord était garni d'énormes palissades armées de fer.